# General Organization of Radio and TV
Organisation de la Radio et de la Télévision Arabe Syrienne (arabo:الهيئة العامة للإذاعة والتلفزيون), nota anche con acronimo ORTAS (in passato Syrian Radio and Television), è l'ente radiotelevisivo pubblico della Siria. Trasmette dalla capitale Damasco in arabo, francese e inglese.
ORTAS è membro attivo dell'Arab States Broadcasting Union (ASBU) e membro associato dell'Unione europea di radiodiffusione (EBU) In passato ha aderito anche all'Organizzazione internazionale della radiodiffusione e della televisione (OIRT).

## Storia
Le prime trasmissioni radiofoniche in Siria ebbero luogo nel 1942, durante la Prima Repubblica Siriana, parte dell'allora Mandato francese della Società delle Nazioni. Iḏāʿa Dimašq ("Radio Damasco") era la controparte di Radio-Levant a Beirut, Libano.
Il 17 aprile 1946 la Siria ottenne l'indipendenza e la radio passò allora sotto il diretto controllo del governo locale.
Il 23 luglio 1960 fu creato il primo canale televisivo siriano, Syria TV, con sede nella capitale Damasco, con il supporto tecnico della radiotelevisione egiziana, visto che in quegli anni la Siria faceva parte della Repubblica Araba Unita, unione politica di Egitto e Siria.
La programmazione era in bianco e nero in arabo, inglese e francese.
Nel 1976 debuttarono le trasmissioni a colori.
Nel 1985 fu aggiunto un secondo canale televisivo, Channel 2.
Nel 1987 l'azienda si dotò di un ulteriore centro radiotelevisivo, a Latakia, in occasione dei X Giochi del Mediterraneo.
Nel 1996 Syria TV iniziò a trasmettere anche via satellite.
Nel 2008 nel Paese iniziò il processo di transizione della televisione dalla tecnologia analogica a quella digitale terrestre con la creazione della nuova rete Syrian Education TV, il cui palinsesto era composto completamente da programmi didattici rivolti maggiormente ad un pubblico giovane.
Seguì il 1º settembre 2009 il canale Syrian Dramma TV, dedicato ai film e alle soap opera di produzione nazionale, e il 5 dicembre 2010 il canale d'informazione Al-Ikhbariyah Syria (Syrian News Channel).
Il 5 settembre 2012, a causa della guerra civile scoppiata nel 2011, l'azienda subì un ridimensionamento: alcuni suoi canali sospeso le trasmissioni su Arabsat e Nilesat, compreso Syria TV. Il 22 ottobre sia Syria TV che Syrian Drama TV scomparvero anche dal satellite Hot Bird.
Durante l'anno Channel 1 e Channel 2 furono fusi dando vita a Syrian Local Channel.
Il 26 maggio 2013 le forze di opposizione aprirono il fuoco sul personale di Syria TV, nel paese di al-Daba'a, vicino ad al-Qusayr, nella provincia di Homs, ferendo il cameraman Asem al-Shaar.
La transizione alla tecnologia digitale terrestre, sospesa anch'essa nel 2012, è stata ripresa a metà 2018 nelle province di Damasco, Daraa, As Suwayda, Rif Dimashq, Tartus, Latakia, Quneitra e Hama, senza che fosse stata definita alcuna data per lo spegnimento del segnale analogico.

## Servizi

### Radio

#### Nazionale
| Nome                                               | Sede    | Тipo                  | Lancio    | Lingua |
| -------------------------------------------------- | ------- | --------------------- | --------- | ------ |
| Iḏāʿa Dimašq (دمشق) (Radio Damasco)                | Damasco | generalista           | 1942      | arabo  |
| Sūryānā (سوريان)                                   | Damasco | generalista           | 2015      | arabo  |
| Ṣaut aš-Šabāb (صوت الشباب) (Voce della Giovinezza) | Damasco | programmi per giovani | 2002      | arabo  |
| Ṣaut aš-Šaʿb (صوت الشعب) (Voce del Popolo)         | Damasco | generalista           | 1979–2017 | arabo  |

#### Regionale
| Nome             | Sede       | Тipo        | Lancio | Lingua |
| ---------------- | ---------- | ----------- | ------ | ------ |
| Radio Sanabel FM | Al-Hasakah | generalista |        | arabo  |
| Radio Amwaj FM   | Latakia    | generalista | 1987   | arabo  |
| Radio Tartus     | Tartus     | generalista |        | arabo  |
| Radio Zenobia    | Homs       | generalista |        | arabo  |
| Radio Al Karma   | As-Suwayda | generalista |        | arabo  |

### Televisione
| Nome                                      | Sede    | Тipo                  | Lancio | Lingua |
| ----------------------------------------- | ------- | --------------------- | ------ | ------ |
| Syria TV (Syrian Satellite Channel)       | Damasco | generalista           | 1960   | arabo  |
| Syrian Drama TV                           | Damasco | cinema                | 2009   | arabo  |
| Syrian Education TV                       | Damasco | programmi didattici   | 2008   | arabo  |
| Al-Ikhbariyah Syria (Syrian News Channel) | Damasco | informazione          | 2010   | arabo  |
| Noor Al-Sham                              | Damasco | religione             | 2011   | arabo  |
| Syrian Local Channel                      | Damasco | generalista           | 2022   | arabo  |
| Sports TV                                 | Damasco | sport                 |        | arabo  |
| Drama 24                                  | Damasco | cinema                |        | arabo  |
| Sakaker Kids TV                           | Damasco | programmi per bambini |        | arabo  |
| Syriana TV Radio and TV                   | Damasco | generalista           |        | arabo  |
| Ugarit TV (arabo: أوغاريت اللاذقية)       | Latakia | regionale             | 1987   | arabo  |

## Ricezione

### Terrestre
La televisione di ORTAS trasmette in standard DVB-T HD; la radio trasmette in AM e in FM.

### Satellite[11]
| Satellite          | Arabsat 5A | Express AM8 |
| Posizione orbitale | 30.5° E    | 14.0° W     |
| Canali             | ORTAS      | ORTAS       |
| Frequenza          | 12672 H    | 11689 H     |
| SR                 | 5820       | 12110       |
| FEC                | 5/6        | 3/4         |
| Modulazione        | 8PSK       |             |

### Streaming
ORTAS in streaming